# 上田清次郎
上田 清次郎（うえだ せいじろう、1900年10月28日 - 1987年2月3日）は、日本の実業家、馬主。数多くの炭鉱を所有した炭鉱王として知られた。
馬主としても知られ、1980年から1985年まで中央競馬馬主協会連合会の会長を務めた。

## 経歴
1900年、福岡県田川郡川崎町に生まれる。1923年には、筑豊炭田の豊州炭鉱を買収し、炭鉱経営に乗り出す。さらに東洋炭鉱や豊前炭鉱を買収し、折からの石炭増産特需を受けて事業に成功し、炭鉱王として名を馳せた。また1933年には、33歳で福岡県川崎町(当時は川崎村)町長に就任して12年間務め、大手鉱業会社の川崎町への誘致などを行い、町の発展に尽くした。
戦後、1946年の第22回衆議院議員総選挙において、福岡2区に日本社会党から立候補して当選するも、翌年の第23回総選挙には出馬せず引退。その後、炭鉱国管疑獄に連座して取調べを受けたり、衆議院不当財産取引調査特別委員会に証人喚問された。炭鉱経営は順調で、1951年と1953年には、高額納税者番付で全国1位を記録した。
しかし、程なく炭鉱不況の波が押し寄せ、さらに経営する炭鉱での相次ぐ事故が追い討ちをかけて経営が悪化し、やがて倒産を迎えた。その後は、不動産業やゴルフ場などの運営、競走馬の生産に専念し、1987年に死去した。

## 馬主活動

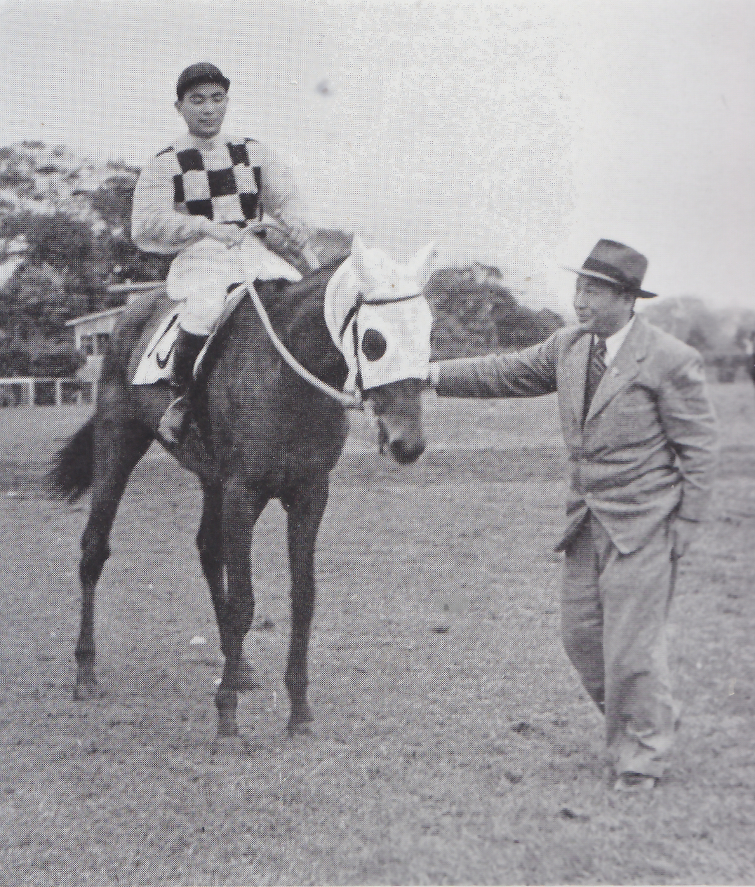
上田の勝負服を着用した上田三千夫、騎乗馬ダイナナホウシユウ

上田は競走馬の馬主としても著名であった。勝負服の柄は黄、黒元禄、黄袖で、全盛期には関西の競馬場でこの服色の勝負服を見ない日は無いと言われたほどであった。冠名には、生まれ故郷に因んだ「ホウシュウ」や「ブゼン」を用いたが、所有馬全てに冠名を付けるようになったのは後年の事で、それまではかなりの期待馬にのみ使用された。また一時期は、「フエア」という冠名を使用していた事もあった。
戦後すぐに中央競馬の馬主資格を取得すると、活躍馬に恵まれ、関西の大馬主としての地位を築いた。中でも、ダイナナホウシユウやアラブのダイニホウシユウは、今もJRAの記録に残る成績を挙げたほか、豊富な持ち馬の活躍により、1954年 - 1956年と1967年の4度、リーディングオーナーの座を獲得し、昭和40年代後半まで、常にリーディング上位の常連となっていた。また、障害競走で活躍する馬が多いのも特徴であった。
所有馬は、地元九州出身の調教師である関西の坂本勇次郎、夏村辰男、上田武司厩舎や、これらの厩舎の所属騎手であった上田三千夫、松田博資厩舎に所属させる事が多かった。
後年、北海道の白老に上田牧場を開設し、自ら馬産に乗り出した。上田牧場からは、のちにコスモドリームやブゼンキャンドルを輩出した。
死去後、上田の競馬界への功績を讃え、阪神馬主協会によって胸像が阪神競馬場に立てられている。

上田清次郎像（阪神競馬場、兵庫県西宮市）

### ダービーは金では買えぬ
1965年、NHK杯を快勝して東京優駿（日本ダービー）の最有力馬となったダイコーターが、馬主の橋元幸吉から上田にトレードされ、厩舎も転厩するという事態が発生した。上田が橋元に支払った金額は東京優駿の優勝賞金800万円の3倍にあたる2400万円であった。橋元はダイコーターを売却した理由について、「私はダービー馬の馬主になった感激を知らない。あなたは去年その感激を味わった（所有馬シンザンが東京優駿を優勝）のだからもういいじゃないか」という説得に負けたからだと述べている（数々の重賞競走を制覇していた上田にとって、優勝確実と言われていたダイナナホウシユウが他馬の不利を受けて4着に敗れて以来、東京優駿の制覇が悲願となっていた）。橋元は管理調教師の柴田不二男に一切相談することなく、独断でトレードを決めた。競馬マスコミは上田に対し「ダービーを金で買うのか?」、橋元に対し「シンザンであれだけ稼ぎながらまだ馬で儲けようというのか」と批判を浴びせた。
しかし、結果的に当日のレースでは、ダイコーターは直線良く追い込んだものの道悪に泣かされキーストンの2着に敗れた。そのことにより、「ダービーを金で買うことは出来ない」と言う典型的な例として語られる事になった。
その後も上田は東京優駿に挑み続けたが、1971年のスインホウシュウと1973年のホウシュウエイトによる4着が最高で、ついに東京優駿に勝つことが出来ないまま1987年に上田はこの世を去り、2001年には上田牧場も閉鎖された。

## 主な所有馬

### 八大競走優勝馬
- ダイナナホウシユウ（1954年皐月賞、菊花賞、神戸盃、1955年天皇賞・秋、京都記念、1956年阪神大賞典）
- ホウシユウクイン（1958年桜花賞）
- ミスマサコ（1963年桜花賞）
- ダイコーター（1965年神戸杯、菊花賞）

### 重賞競走優勝馬
- ダイサンホウシユウ（1953年京阪杯、1954年日本経済新春杯）
- ホウシュウエイト（1973年毎日杯、阪神大賞典、1974年日本経済新春杯）
- ホウシュウリッチ（1973年神戸新聞杯）
- ホウシュウミサイル（1974年金鯱賞、小倉記念）
- ホウシユウサクラ（1958年小倉記念、京都盃）
- ホウシュウスカイ（1978年阪神障害ステークス・秋）
- スインホウシュウ（1971年金鯱賞、阪神大賞典）
- ブゼンエイト（1969年京都大障害・春）
- ブゼンサカエ（1973年京都大障害・秋、1976年阪神障害ステークス・春）
- トサキング（1961年京都大障害・春、中山大障害・秋）
- ミスブゼン（1955年京都牝馬特別）
- クロユリ（1965年阪神大障害）
- アランバード（1967年京都大障害・秋、ホウシュウミサイルの母）
- ムーテイイチ（1972年阪神障害ステークス・秋、京都大障害・秋、ブゼンキャンドルの祖母）

### その他の所有馬
- ホウシユウ（1949年優駿競走3着、種牡馬として成功）
- ダイニホウシユウ（アラブ系、通算44勝はJRA記録）

### 上田牧場の所有馬
- ブゼンダイオー（コスモドリームの父）
- ブゼンキャンドル（1999年秋華賞）